# Erinnerungsmedaille für Hilfeleistungen beim Schloßbrand 1864
Die Erinnerungsmedaille für Hilfeleistungen beim Schloßbrand 1864 wurde am 3. September 1864 von Herzog Ernst I. von Sachsen-Altenburg gestiftet.
Sie konnte an alle Personen verliehen werden, die sich beim verheerenden Brand des Residenzschlosses am 24. August 1864 durch ihr entschlossenes und mutiges Eingreifen ausgezeichnet hatten.
Die bronzene Medaille zeigt auf der Vorderseite den nach rechts gewandten Kopf des Stifters mit der Umschrift ERNST HERZOG VON SACHSEN ALTENBURG. Auf der Rückseite die Inschrift IN DANKBARER ERINNERUNG AN DIE BEI DEM BRANDE UNSERES RESIDENZSCHLOSSES ZU ALTENBURG AM 24.AUGUST1864 ERFOLGREICH GELEISTETEN FEUERWEHRDIENSTE.
Getragen wurde die Medaille an einem karmoisinroten Band auf der linken Brust.